# Klokjesglansbij
De klokjesglansbij (Dufourea inermis) is een vliesvleugelig insect uit de familie Halictidae. De wetenschappelijke naam van de soort is voor het eerst geldig gepubliceerd in 1848 door Nylander.